# Радован Бјелогрлић
Радован Бјелогрлић (Гацко, 26. април 1954 — Бањалука, 26. јун 2007) био је српски књижевник из Гацка, Република Српска.

## Биографија
Рођен је 1954. године у Гацку. Писао је све, осим пјесама и прича. Има респектабилну политичку и војничку каријеру. Један је од оснивача СНСД у Гацку, и два пута је биран за народног посланика у Народној скупштини РС. Због инцидента на једној сједници искључен је из СНСД након чега је понудио враћање мандата, али се предомислио и постао независни посланик. Умро је 26. јуна. 2007. у Бањој Луци, од посљедица срчаног удара. Сахрањен је у Автовцу код Гацка.

## Награде
- Кочићево перо